# Omalotettix chapadensis
Omalotettix chapadensis is een rechtvleugelig insect uit de familie veldsprinkhanen (Acrididae). De wetenschappelijke naam van deze soort is voor het eerst geldig gepubliceerd in 1908 door Bruner. Zoals de naam al doet vermoeden, komt deze soort voor in het chapada (= plateau) in de Braziliaanse deelstaat Mato Grosso.